# Kleiner Bombardierkäfer
Der Kleine Bombardierkäfer (Brachinus explodens) ist ein Laufkäfer der Unterfamilie der Bombardierkäfer (Brachininae).

## Merkmale
Die Tiere werden 4,9 bis 7,5 Millimeter lang und sind damit die kleinsten Bombardierkäfer in Mitteleuropa. Der Körper ist bis auf die Deckflügel rot gefärbt. Letztere haben eine metallisch grüne oder blaugrüne Färbung, sind ungerillt und haben eine dicht anliegende Behaarung. Das Schildchen (Scutellum) ist rot, die Fühler sind am dritten und vierten Segment entwas dunkler gefärbt, sonst ebenfalls rot. Wie alle Bombardierkäfer besitzen auch sie eine Explosionskammer am hinteren Ende des Hinterleibs, die sie zur Verteidigung gegen Fressfeinde gebrauchen (siehe Bombardierkäfer).

## Vorkommen
Die Tiere kommen in Süd- und Mitteleuropa, außer in den Alpen, und in Asien, östlich bis nach Sibirien vor. Sie sind wärmeliebend und leben in locker bewachsenen Wäldern, Hecken, auf Trockenrasen und Äckern und sind unter Steinen zu finden. Sie bevorzugen tiefe Lagen und können lokal in hohen Populationsdichten auftreten. 

## Entwicklung
Die Eier werden im späten Frühjahr einzeln an Bodenpartikel abgelegt. Sie sind weißlich und leicht opak. Ihre Form ist länglich oval mit einem Längsdurchmesser von 0,88 Millimeter und einem Querdurchmesser von 0,39 Millimeter. Die geschlüpften Larven haben die für Laufkäfer typische Form, länglich mit gut entwickelten Beinen. Sie schlüpfen weiß und dunkeln in den ersten sechs Stunden etwas nach. Sie begeben sich sofort auf die Suche nach einer Käferpuppe. Sind sie erfolgreich, setzen sie gelegentlich die Suche fort. Mit zunehmendem Alter steigt die Tendenz, bei der gefundenen Puppe zu verbleiben. Dies geschieht durchschnittlich in weniger als 24 Stunden (die Zeitangaben beziehen sich auf einen Laborversuch). Derzeit sind als Wirte nur Arten der Gattung Amara bekannt. Sobald eine Puppe angenommen wurde, beginnen die Larven daran zu fressen. Sie attackieren dabei zuerst Körperanhänge. Sie durchbeißen die Außenhaut der Puppe an mehreren Stellen und lecken die austretende Flüssigkeit auf. Bis zur Häutung zum zweiten Larvenstadium dauert es durchschnittlich 3,3 Tage. Im zweiten und dritten Larvenstadium ähneln die Larven Schmetterlingsraupen, sie sind weiß und haben schwach entwickelte Beine. Im ersten und zweiten Larvenstadium wird nur die Haemolymphe der Puppe aufgenommen, im dritten und letzten Larvenstadium wird auch das Gewebe der Puppe gefressen. Das Absterben der Puppe erfolgt während des zweiten Larvenstadiums, wenn die Larven die Intersegmentalhäute attackieren. Das zweite Larvenstadium dauert durchschnittlich 2,4 Tage. Im dritten Larvenstadium wird die Wirtspuppe völlig aufgefressen, danach verharren die Larven mehrere Tage unbeweglich neben der leer gefressenen Puppenhülle. Die Fressphase des dritten und letzten Stadiums dauert durchschnittlich 1,4 Tage, die darauf folgende Ruhephase 3,5 Tage. Die Puppe lässt bereits die Form der fertigen  Imago erkennen. Die Imago schlüpft nach durchschnittlich 9,4 Tagen, die Gesamtentwicklung nach dem Schlupf aus dem Ei dauert zwanzig Tage.